# 豊島半七 (四代目)
四代目豊島 半七（よんだいめとよしま はんしち、1900年〈明治33年〉11月6日 - 1962年〈昭和37年〉1月21日）は、愛知県中島郡一宮町（現・一宮市）出身の実業家。出生名は鈴木 孝三（すずき こうぞう）であり、1921年に豊島家の養嗣子となると、1937年4月に四代目豊島半七を襲名した。株式会社山一商店代表取締役、豊島株式会社社長、東海紡績株式会社社長。一宮市名誉市民。

## 豊島家の成り立ち
天保12年（1841年）、初代豊島半七は尾張国の中島郡一宮村で綿花の仲買人の商売をはじめ、「綿屋半七」の商号を掲げた。農家から糸を購入して問屋に売っていたが、幕末には自身が問屋を構えるまでに成長した。1868年（明治元年）には長男の善七が家督を継いで、二代目豊島半七を名乗った。二代目豊島半七はイギリスから糸を輸入して、販路を日本全国に拡大した。1885年（明治18年）には二代目豊島半七が44歳で急逝し、16歳だった長男の恒太郎が三代目豊島半七となった。明治時代には大規模な糸商として「豊島半七糸店」となり、1918年（大正7年）には株式会社山一商店となっている。三代目豊島半七は1893年（明治26年）に豊島銀行（今日の三菱東京UFJ銀行である東海銀行の前身のひとつ）を設立して頭取を務めたほか、一宮町に初めて電灯をともした一宮電気（中部電力の前身のひとつ）にも関わった。1902年（明治35年）には33歳で一宮町長に就任し、2期1年半の間に上水道の整備に尽力した。1918年には一宮町でも米騒動が起こっているが、その後に一宮町が募った貧民救済金に最高額を寄付したのは三代目豊島半七だった。
- 初代 豊島半七 : 1841年に商号を掲げる
- 二代目 豊島半七（豊島善七） : 1868年襲名
- 三代目 豊島半七（豊島恒太郎） : 1885年襲名
- 四代目 豊島半七（鈴木孝三） : 1937年襲名
- 五代目 豊島半七（豊島恒二） : 1962年襲名
- 六代目 豊島半七（豊島俊明） : 2011年襲名

## 生涯

### 鈴木孝三として
1900年（明治33年）11月6日、孝三は中島郡一宮町（現・一宮市大字一宮更屋敷）の旧家である鈴木家に生まれた（次男）。父親は鈴木善七、母親はしゅん。父親の善七は山一商店に勤務しており、後には支配人の座に就いた人物である。初代豊島半七の妻せいは鈴木家出身であり、三代目豊島半七は孝三の母方の叔父にあたる。三代目豊島半七には子どもが生まれなかったため、甥の孝三をたいそうかわいがった。7歳の時には母しゅんが亡くなり、孝三は鈴木家の向かいにあった豊島家に引き取られた。豊島家で暮らすようになってからも、頻繁に父親の元に通い、父親の再婚相手のじやう女のことも慕った。
8歳で入学した小学校を卒業した後、名古屋市立商業学校に入学した。父方の叔父である吉川九兵衛が名古屋の大須で質商を営んでいたため、孝三は吉川家に寄宿して学校に通った。引っ込み思案で運動嫌いの孝三は「お嬢さん」というあだ名をつけられている。1921年（大正10年）3月には商業学校を卒業、大学に進学するよりも実地で商売を学ぶことを希望し、大阪の糸問屋である豊島商店に見習いとして赴任した。豊島商店は三代目豊島半七の弟の二代目豊島久七が経営を担っていた。

### 豊島孝三として
1921年には正式に豊島家の養嗣子となった。大阪から一宮に戻ると、1926年（大正15年）12月8日にはお見合い結婚で千賀千恵と挙式した。千恵は岡崎の老舗呉服商・大島家の当主千賀千太郎の長女であり、千太郎は岡崎商工会議所の会頭を務めていた。
1927年（昭和2年）には長男・昭太郎が生まれ、その後には次男・恒二と三男・徳三が生まれた。1929年（昭和4年）には山一商店の製造工場として東海紡織株式会社が立ち上げられ、孝三が取締役に就任。重要な役職に就くのは初めてのことだった。同年には半年をかけて世界一周旅行を行い、1931年（昭和6年）には妻と国内旅行を行っている。34歳だった1933年（昭和8年）には山一商店の代表取締役に就任。1937年（昭和12年）4月には三代目豊島半七が事業から完全に引退し、38歳の孝三が四代目豊島半七を襲名した。

### 四代目豊島半七として

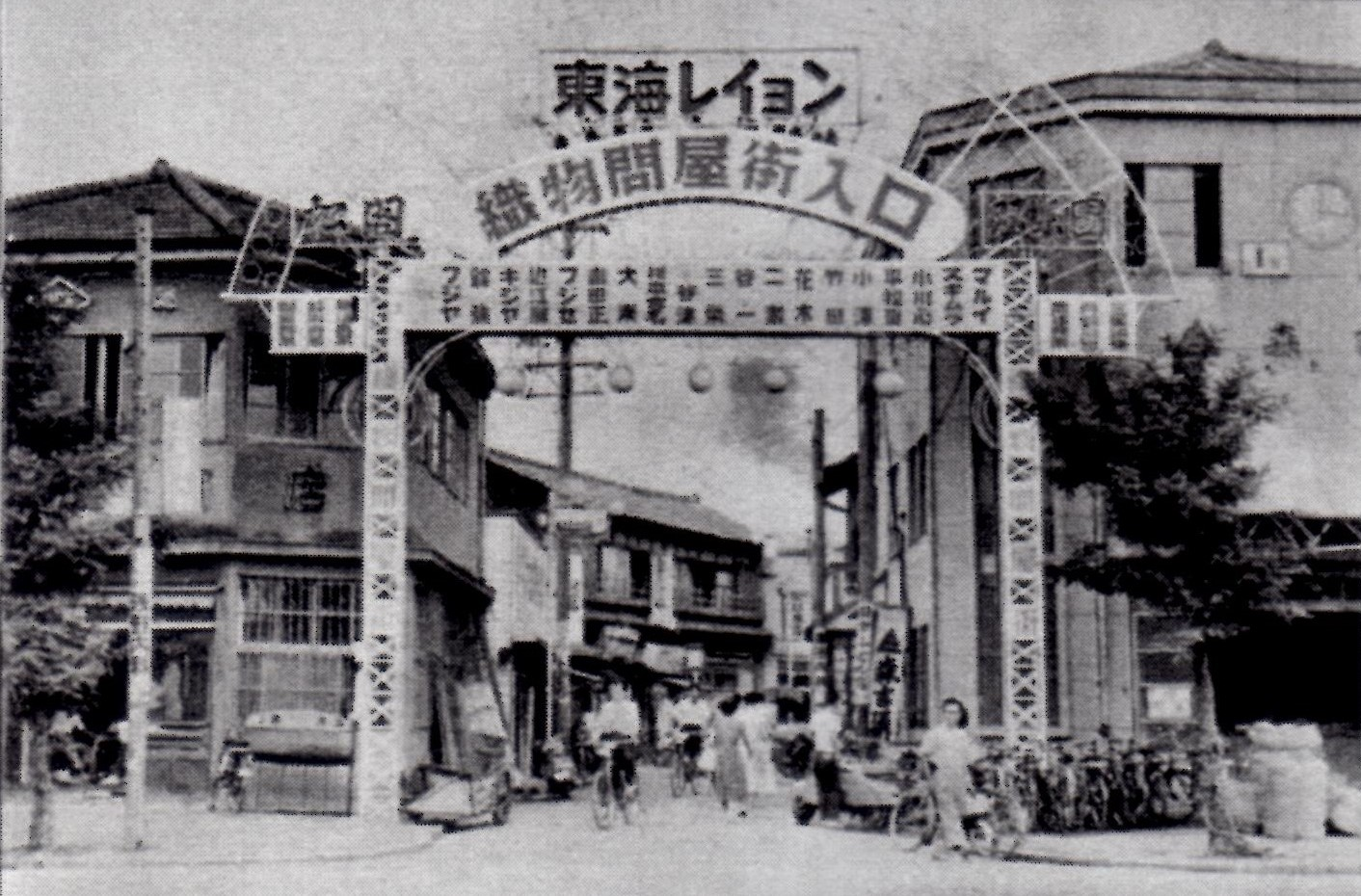
賑わいを見せる一宮の織物問屋街（1960年）

1939年（昭和14年）には一宮商工会議所の副会頭となり、1946年（昭和21年）には一宮商工会議所の会頭となった。1942年（昭和17年）には商号を株式会社山一商店から豊島株式会社に変更している。太平洋戦争後には吉田内閣のデフレ政策が繊維業界に大きな影響を与え、糸岡、春日井、富永商事、岩田商事などの有力商社が相次いで倒産した。

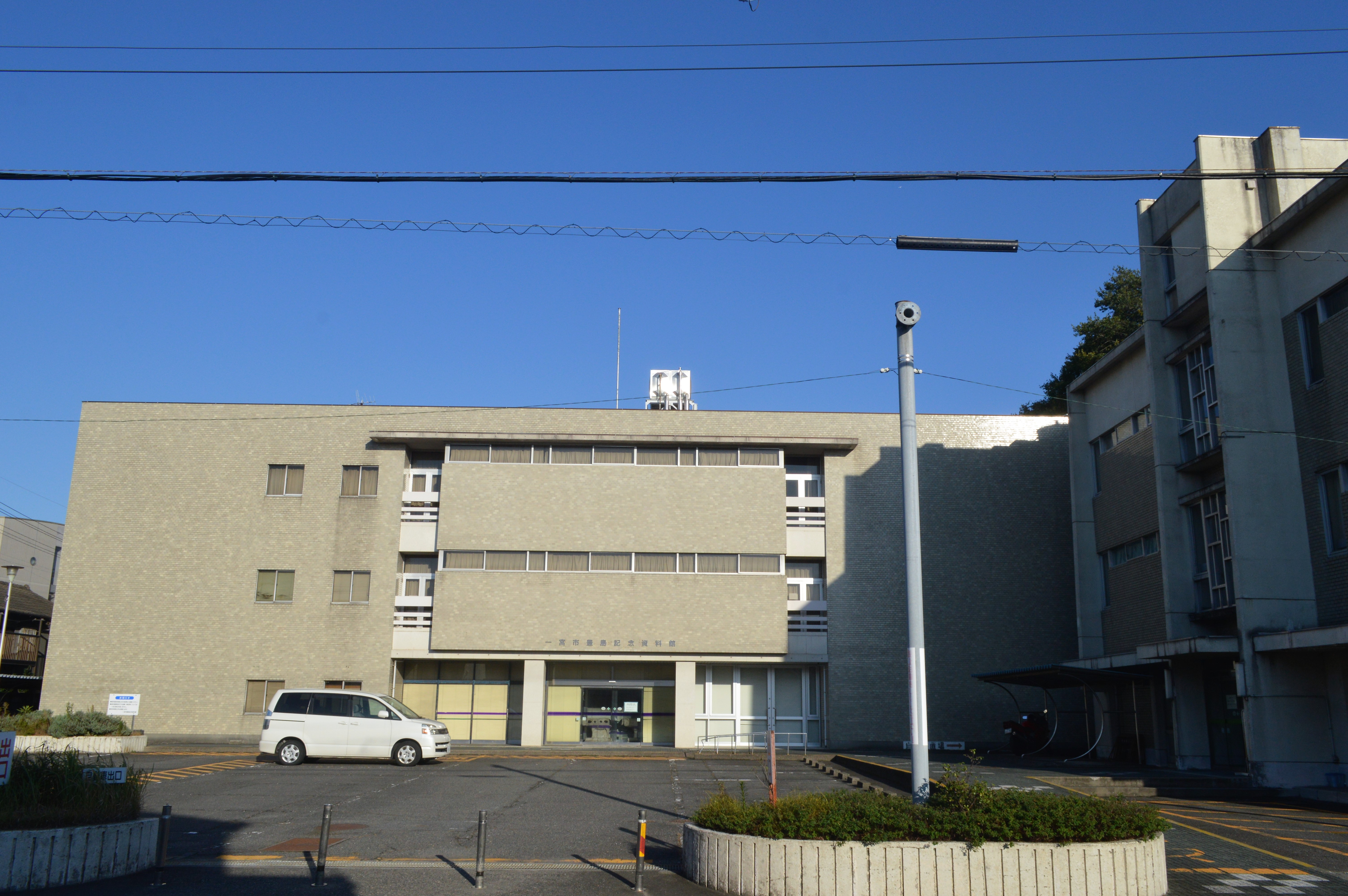
1966年に開館した一宮市立豊島図書館

その一方で豊島株式会社は、1950年（昭和25年）の取扱高が118億円、1954年（昭和29年）には296億円、1958年（昭和33年）には583億円と、着実に成長を続けた。1961年（昭和36年）の年商高は708億円であり、資本金・取扱高・利益率などは中部地方の繊維商社の中で群を抜いていた。従業員は約150人であり、従業員1人あたり5億円弱を稼ぎ出していた。
愛知羊毛紡績会の会長、中部合成繊維紡績会の会長、日本商工会議所の常議員など、約200の公職について、一宮市/愛知県の繊維業界の発展に貢献した。1962年（昭和37年）1月21日に死去すると、3月29日には一宮市議会で一宮市名誉市民に推挙された。
1964年（昭和39年）頃には遺族が一宮市に1億円を寄贈。伊藤一市長は寄付金全額を一宮市立豊島図書館建設に充て、館長室には第四代豊島半七の胸像が据えられた。遺族は館名に豊島の名前を入れることを固辞したが、一宮市が説得して豊島を冠した名称となった。2013年（平成25年）に一宮市立中央図書館が開館したことで豊島図書館は図書館としての役目を終え、2015年（平成27年）には一宮市博物館に附属する豊島記念資料館としてリニューアル開館した。

## 豊島家のその後

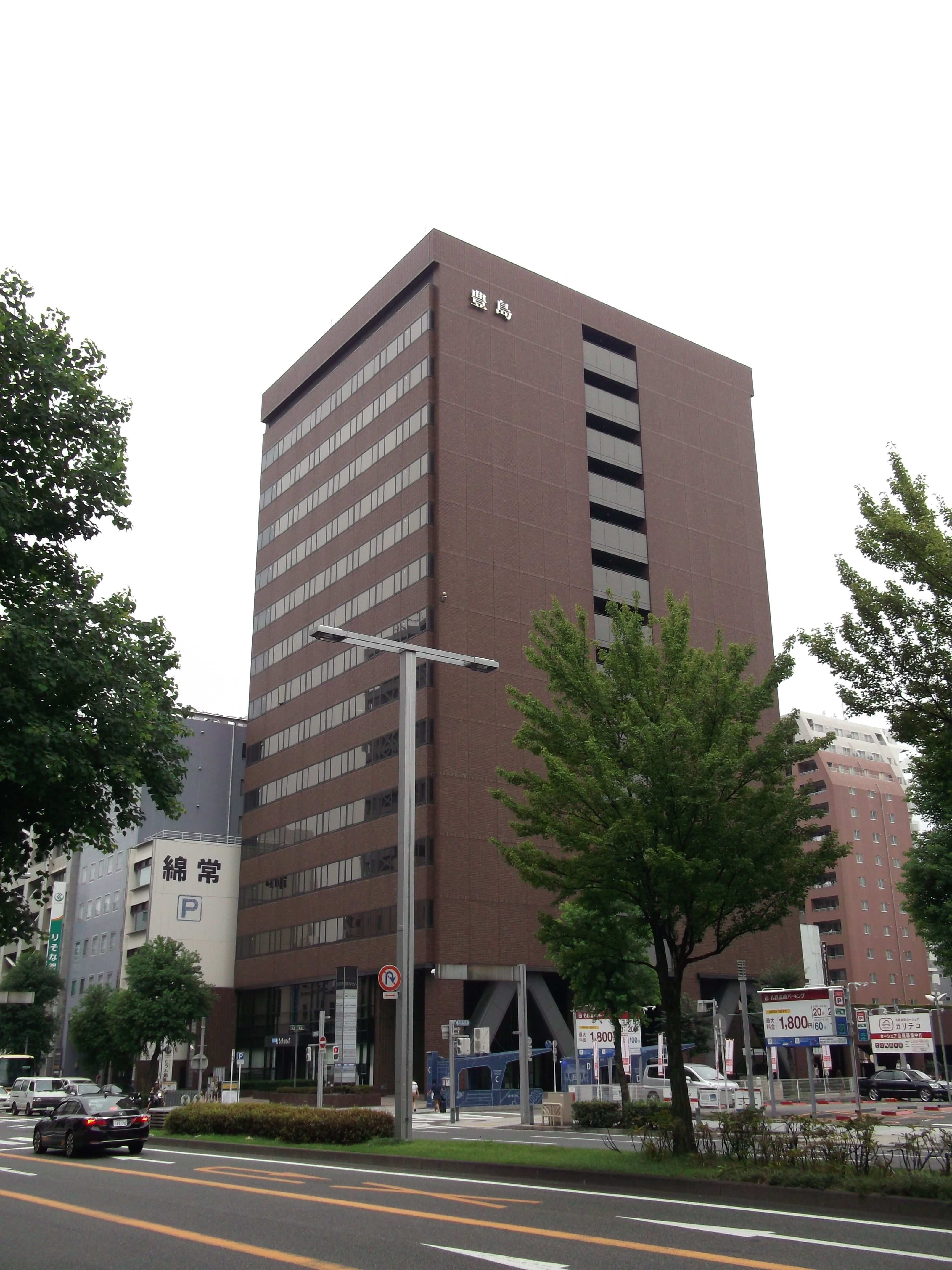
名古屋の錦二丁目にある豊島本社

### 五代目豊島半七
四代目豊島半七の長男の昭太郎は生まれつき体が弱かったため、次男の恒二は鐘紡在社中の1957年（昭和32年）2月に豊島株式会社の非常勤監査役に就任。恒二は1959年（昭和34年）には鐘紡を退社して豊島株式会社に入社したが、翌年の1960年（昭和35年）には昭太郎が亡くなった。
1962年（昭和37年）に四代目豊島半七が亡くなると、恒二は32歳にして五代目豊島半七を襲名し、1963年（昭和38年）2月には豊島株式会社の社長に就任した。名古屋市中区錦の繊維問屋街である長者町繊維街では、先代の名前を後継者が襲名する習慣があったが、この頃には襲名を行っていたのは豊島家（豊島半七）のみだった。五代目豊島半七は本社を一宮市から名古屋市に移した。1980年（昭和55年）には一宮商工会議所の会頭となり、1988年（昭和63年）には豊島株式会社の会長となった。
2010年（平成22年）12月2日に五代目豊島半七が亡くなると、直後の12月15日には一宮市議会で一宮市名誉市民に推挙された。

### 六代目豊島半七
五代目豊島半七の娘婿にあたる豊島俊明は、1985年（昭和60年）に豊島株式会社に入社し、1990年（平成2年）に取締役に、2002年（平成14年）に社長に就任している。豊島俊明は2011年（平成23年）12月に六代目豊島半七を襲名した。